# Florida Panthers 2007/2008
Sezóna 2007/2008 byla 14. sezonou Floridy Panthers v NHL. Ve východní konferenci obsadila Florida až 11. místo a do play-off už posedmé za sebou nepostoupila.
|                  | Z  | V  | P  | PP | VG  | OG  | B  |
| ---------------- | -- | -- | -- | -- | --- | --- | -- |
| Florida Panthers | 82 | 38 | 35 | 9  | 216 | 226 | 85 |

## Přehled zápasů
| #  | datum      | Domácí         |   | Hosté          | Výsledek | góly Floridy                                        |
| -- | ---------- | -------------- | - | -------------- | -------- | --------------------------------------------------- |
| 1  | 4.10 2007  | N.Y. Rangers   | - | Florida        | 5:2      | McLean, Horton                                      |
| 2  | 6.10 2007  | Florida        | - | New Jersey     | 1:4      | Murphy                                              |
| 3  | 10.10 2007 | Tampa Bay      | - | Florida        | 2:1      | Peltonen                                            |
| 4  | 11.10 2007 | Florida        | - | New Jersey     | 3:0      | Olesz, Jokinen, Horton                              |
| 5  | 13.10 2007 | Florida        | - | Tampa Bay      | 6:4      | Horton, Salej, Weiss, Zedník, Stümpel, Jokinen      |
| 6  | 16.10 2007 | Montreal       | - | Florida        | 1:2 sn   | Horton                                              |
| 7  | 18.10 2007 | Toronto        | - | Florida        | 3:2      | Olesz, Booth                                        |
| 8  | 20.10 2007 | Ottawa         | - | Florida        | 4:1      | Zedník                                              |
| 9  | 24.10 2007 | Florida        | - | Philadelphia   | 4:3      | Jokinen 2, Campbell 2                               |
| 10 | 26.10 2007 | Florida        | - | Buffalo        | 2:4      | Stümpel, Peltonen                                   |
| 11 | 27.10 2007 | Nashville      | - | Florida        | 4:3      | Jokinen 2, Stümpel                                  |
| 12 | 31.10 2007 | Florida        | - | Carolina       | 4:2      | Jokinen, Bouwmeester, Zedník, Horton                |
| 13 | 2.11 2007  | Buffalo        | - | Florida        | 2:4      | Zedník 2, Dvořák, Jokinen                           |
| 14 | 3.11 2007  | Carolina       | - | Florida        | 4:2      | Bouwmeester, Zedník                                 |
| 15 | 5.11 2007  | Florida        | - | Tampa Bay      | 4:3      | Jokinen, Peltonen, Montador, Booth                  |
| 16 | 7.11 2007  | Tampa Bay      | - | Florida        | 3:1      | Kreps                                               |
| 17 | 9.11 2007  | Florida        | - | Atlanta        | 1:4      | Horton                                              |
| 18 | 12.11 2007 | Florida        | - | Carolina       | 3:4      | Stümpel, Weiss, Booth                               |
| 19 | 13.11 2007 | Atlanta        | - | Florida        | 3:2 pp   | Peltonen, Booth                                     |
| 20 | 15.11 2007 | Florida        | - | Washington     | 2:1      | Zedník, Kreps                                       |
| 21 | 17.11 2007 | Carolina       | - | Florida        | 2:1      | Horton                                              |
| 22 | 19.11 2007 | Washington     | - | Florida        | 3:4      | Jokinen 2, Booth, Kreps                             |
| 23 | 21.11 2007 | Columbus       | - | Florida        | 2:5      | Olesz 2, Salej, Allen, Bouwmeester                  |
| 24 | 23.11 2007 | Florida        | - | N.Y. Rangers   | 3:2 sn   | Booth, Weiss                                        |
| 25 | 28.11 2007 | Washington     | - | Florida        | 1:2 sn   | Zedník                                              |
| 26 | 29.11 2007 | Florida        | - | Boston         | 3:4      | Montador, Booth, Jokinen                            |
| 27 | 1.12 2007  | Florida        | - | Washington     | 1:2      | Mezei                                               |
| 28 | 5.12 2007  | Florida        | - | Ottawa         | 4:5      | Jokinen 2, Booth, Montador                          |
| 29 | 7.12 2007  | Florida        | - | N.Y. Islanders | 3:0      | Weiss, Horton, Jokinen                              |
| 30 | 11.12 2007 | Florida        | - | Calgary        | 1:2 sn   | Jokinen                                             |
| 31 | 13.12 2007 | St. Louis      | - | Florida        | 0:1      | Weiss                                               |
| 32 | 15.12 2007 | Detroit        | - | Florida        | 5:2      | Jokinen, Dvořák                                     |
| 33 | 16.12 2007 | Chicago        | - | Florida        | 1:3      | Olesz, Zedník, Bouwmeester                          |
| 34 | 18.12 2007 | Montreal       | - | Florida        | 2:3      | Stümpel, McLean, Weiss                              |
| 35 | 20.12 2007 | Florida        | - | Carolina       | 5:4      | Dvořák, Jokinen, Stümpel, Weiss, McLean             |
| 36 | 22.12 2007 | Florida        | - | Toronto        | 1:2 pp   | Jokinen                                             |
| 37 | 27.12 2007 | Atlanta        | - | Florida        | 3:5      | Horton 2, Dvořák, Salej, Bouwmeester                |
| 38 | 28.12 2007 | Florida        | - | Montreal       | 1:5      | Jokinen                                             |
| 39 | 30.12 2007 | Florida        | - | Philadelphia   | 0:1      |                                                     |
| 40 | 2.1 2008   | New Jersey     | - | Florida        | 3:2      | Booth, Bouwmeester                                  |
| 41 | 3.1 2008   | N.Y. Islanders | - | Florida        | 3:4pp    | Horton 2, Booth, Cullimore                          |
| 42 | 5.1 2008   | Pittsburgh     | - | Florida        | 3:0      |                                                     |
| 43 | 8.1 2008   | Florida        | - | Pittsburgh     | 1:3      | Campbell                                            |
| 44 | 10.1 2008  | Atlanta        | - | Florida        | 2:3sn    | Olesz, Kreps                                        |
| 45 | 12.1 2008  | Florida        | - | Tampa Bay      | 3:5      | Jokinen, Booth, McLean                              |
| 46 | 13.1 2008  | Florida        | - | Colorado       | 3:4sn    | Bouwmeester, Booth, Jokinen                         |
| 47 | 16.1 2008  | Philadelphia   | - | Florida        | 5:3      | Bouwmeester, Olesz, Weiss                           |
| 48 | 18.1 2008  | New Jersey     | - | Florida        | 1:2      | Dvořák, Booth                                       |
| 49 | 19.1 2008  | Washington     | - | Florida        | 5:3      | Matthias 2, Jokinen                                 |
| 50 | 22.1 2008  | Florida        | - | Ottawa         | 5:3      | Bouwmeester, Glass, Weiss, Booth, Campbell          |
| 51 | 24.1 2008  | Florida        | - | Edmonton       | 3:4sn    | Campbell, McLean, Jokinen                           |
| 52 | 30.1 2008  | Florida        | - | Buffalo        | 0:1      |                                                     |
| 53 | 1.2 2008   | Florida        | - | Vancouver      | 4:3sn    | Horton, Stümpel, Weiss                              |
| 54 | 2.2 2008   | Tampa Bay      | - | Florida        | 2:3      | Bouwmeester, Jokinen, Zedník                        |
| 55 | 5.2 2008   | Toronto        | - | Florida        | 0:8      | Zedník 3, Horton, Jokinen, Murphy, Montador, McLean |
| 56 | 7.2 2008   | Ottawa         | - | Florida        | 5:4      | Booth, McLean, Horton, Jokinen                      |
| 57 | 9.2 2008   | Boston         | - | Florida        | 3:6      | Zedník 2, Jokinen, Booth, Horton, Peltonen          |
| 58 | 10.2 2008  | Buffalo        | - | Florida        | 5:3      | Mezei, Jokinen, Horton                              |
| 59 | 13.2 2008  | Florida        | - | Montreal       | 1:2pp    | Montador                                            |
| 60 | 15.2 2008  | Florida        | - | Washington     | 4:2      | Olesz, Horton, Kreps, Booth                         |
| 61 | 16.2 2008  | Carolina       | - | Florida        | 5:4      | Horton 2, McLean, Olesz                             |
| 62 | 19.2 2008  | Pittsburgh     | - | Florida        | 3:2      | Booth, McLean                                       |
| 63 | 21.2 2008  | Florida        | - | Boston         | 4:5sn    | Bouwmeester, Montador, Olesz, Kreps                 |
| 64 | 23.2 2008  | Philadelphia   | - | Florida        | 1:2pp    | Bouwmeester, Jokinen                                |
| 65 | 24.2 2008  | N.Y. Rangers   | - | Florida        | 5:0      |                                                     |
| 66 | 27.2 2008  | Florida        | - | Toronto        | 3:4sn    | Cullimore, McLean, Olesz                            |
| 67 | 29.2 2008  | Florida        | - | Minnesota      | 2:3      | Montador, Horton                                    |
| 68 | 2.3 2008   | N.Y. Islanders | - | Florida        | 0:1      | Booth                                               |
| 69 | 4.3 2008   | Boston         | - | Florida        | 0:1pp    | Horton                                              |
| 70 | 6.3 2008   | Florida        | - | Pittsburgh     | 5:2      | Booth, Olesz, Weiss, McLean, Allen                  |
| 71 | 8.3 2008   | Florida        | - | Atlanta        | 3:2pp    | McLean 2, Horton                                    |
| 72 | 12.3 2008  | Florida        | - | N.Y. Islanders | 4:2      | Kreps, Weiss, Skrastins, McLean                     |
| 73 | 14.3 2008  | Florida        | - | N.Y. Rangers   | 3:2      | Olesz, Cullimore, Jokinen                           |
| 74 | 16.3 2008  | Florida        | - | Atlanta        | 3:1      | Dvořák, Jokinen, Olesz                              |
| 75 | 20.3 2008  | Florida        | - | Carolina       | 1:2sn    | Weiss                                               |
| 76 | 22.3 2008  | Florida        | - | Tampa Bay      | 4:2      | Horton 2, Bouwmeester, Jokinen                      |
| 77 | 25.3 2008  | Tampa Bay      | - | Florida        | 3:1      | Booth                                               |
| 78 | 27.3 2008  | Florida        | - | Atlanta        | 2:3      | Horton, Dvořák                                      |
| 79 | 29.3 2008  | Florida        | - | Washington     | 0:3      |                                                     |
| 80 | 1.4 2008   | Atlanta        | - | Florida        | 2:3      | Jokinen, Bouwmeester, Booth                         |
| 81 | 4.4 2008   | Carolina       | - | Florida        | 3:4      | Bouwmeester, Montador, Horton, Dvořák               |
| 82 | 5.4 2008   | Washington     | - | Florida        | 3:1      | Kreps                                               |

## Statistiky hráčů
| hráč             |           |   | Z  | G  | A  | B  | TM |                              |
| ---------------- | --------- | - | -- | -- | -- | -- | -- | ---------------------------- |
| Olli Jokinen     | Finsko    | Ú | 82 | 34 | 37 | 71 | 67 |                              |
| Nathan Horton    | Kanada    | Ú | 82 | 27 | 35 | 62 | 85 |                              |
| Stephen Weiss    | Kanada    | Ú | 74 | 13 | 29 | 42 | 40 |                              |
| David Booth      | USA       | Ú | 73 | 22 | 18 | 40 | 26 |                              |
| Jay Bouwmeester  | Kanada    | O | 82 | 15 | 22 | 37 | 72 |                              |
| Brett McLean     | Kanada    | Ú | 67 | 14 | 23 | 37 | 34 |                              |
| Richard Zedník   | Slovensko | Ú | 54 | 15 | 11 | 26 | 43 |                              |
| Rostislav Olesz  | Česko     | Ú | 56 | 14 | 12 | 26 | 16 |                              |
| Kamil Kreps      | Česko     | Ú | 76 | 8  | 17 | 25 | 29 |                              |
| Steve Montador   | Kanada    | O | 73 | 8  | 15 | 23 | 73 |                              |
| Ruslan Salej     | Bělorusko | O | 65 | 3  | 20 | 23 | 75 | 26. února odešel do Colorada |
| Jozef Stümpel    | Slovensko | Ú | 52 | 7  | 13 | 20 | 10 |                              |
| Ville Peltonen   | Finsko    | Ú | 56 | 5  | 15 | 20 | 20 |                              |
| Gregory Campbell | Kanada    | Ú | 81 | 5  | 13 | 18 | 72 |                              |
| Radek Dvořák     | Česko     | Ú | 67 | 8  | 9  | 17 | 16 |                              |
| Cory Murphy      | Kanada    | O | 47 | 2  | 15 | 17 | 22 |                              |
| Bryan Allen      | Kanada    | O | 73 | 2  | 14 | 16 | 67 |                              |
| Jassen Cullimore | Kanada    | O | 65 | 3  | 10 | 13 | 16 |                              |
| Magnus Johansson | Švédsko   | O | 27 | 0  | 10 | 10 | 14 |                              |
| Branislav Mezei  | Slovensko | O | 57 | 2  | 2  | 4  | 64 |                              |
| Shawn Matthias   | Kanada    | Ú | 4  | 2  | 0  | 2  | 2  |                              |
| Tanner Glass     | Kanada    | Ú | 41 | 1  | 1  | 2  | 39 |                              |
| Mike Van Ryn     | Kanada    | O | 20 | 0  | 2  | 2  | 14 |                              |
| Karlis Skrastins | Lotyšsko  | O | 17 | 1  | 0  | 1  | 12 | 26. února přišel z Colorada  |
| Drew Larman      | USA       | Ú | 6  | 0  | 1  | 1  | 2  |                              |
| David Brine      | Kanada    | Ú | 9  | 0  | 1  | 1  | 4  |                              |
| Anthony Stewart  | Kanada    | Ú | 26 | 0  | 1  | 1  | 0  |                              |
| Martin Lojek     | Česko     | O | 2  | 0  | 0  | 0  | 0  |                              |
| Noah Welch       | USA       | O | 4  | 0  | 0  | 0  | 7  |                              |
| Stefan Meyer     | Kanada    | Ú | 4  | 0  | 0  | 0  | 0  |                              |
| Garth Murray     | Kanada    | Ú | 6  | 0  | 0  | 0  | 19 |                              |
| Rob Globke       | USA       | Ú | 9  | 0  | 0  | 0  | 2  |                              |
| Wade Belak       | Kanada    | Ú | 17 | 0  | 0  | 0  | 12 | 26. února přišel z Toronta   |

### brankáři
| hráč           |       | Z  | V  | nuly | %     |
| -------------- | ----- | -- | -- | ---- | ----- |
| Tomáš Vokoun   | Česko | 69 | 30 | 4    | 91,87 |
| Craig Anderson | USA   | 17 | 8  | 2    | 93,46 |